# Hassan Ngeze
Hassan Ngeze (nacido el 25 de diciembre de 1957) es un periodista ruandés y criminal de guerra condenado, más conocido por difundir propaganda antitutsi y de supremacismo hutu a través de su periódico, Kangura, que fundó en 1990. Ngeze fue miembro fundador y figura de liderazgo de la Coalición por la Defensa de la República (CDR), un partido político ruandés afín al supremacismo Hutu y que es conocido por ayudar a incitar el genocidio. Es de fe musulmana, en un país donde tienen una fuerte creencia cristiana.
Ngeze es más conocido por haber publicado los "Diez Mandamientos Hutu" en la edición de diciembre de Kangura en 1990, que fueron esenciales para crear y difundir la ideología supremacista hutu que condujo al Genocidio ruandés. Durante el genocidio, Ngeze actuó como organizador de la milicia Impuzamugambi, y se dice que supervisó personalmente y participó en las torturas, violaciones masivas y asesinatos de tutsis.

## Biografía
Ngeze nació en la comuna de Rubavu, prefectura de Gisenyi, en Ruanda. Es musulmán, de etnia hutu. Además de trabajar como periodista en 1978, Ngeze supuestamente también ganaba dinero como conductor de autobús. En 1990, no tenía formación ni experiencia en periodismo.

### Kangura, los "Diez Mandamientos Hutu" y RTLM
Ngeze era el redactor jefe de la revista bimestral Kangura, que en un principio pretendía ser un contrapeso al popular periódico antigubernamental Kanguka, y estaba financiada por miembros de alto nivel del partido gobernante liderado por Juvénal Habyarimana. Ngeze y su revista tenían amplios vínculos con los Akazu, la red de funcionarios que rodeaban al Presidente y a su esposa; este grupo incluía a los partidarios del supremacismo Hutu y a los arquitectos del genocidio ruandés.
En diciembre de 1990, Ngeze publicó en la revista los Diez Mandamientos Hutu (a veces llamados los Diez Mandamientos de los Bahutu), en los que se hacían comentarios despectivos sobre los tutsis en general y las mujeres tutsis en particular. Con los Diez Mandamientos Hutu, Ngeze revivió, revisó y reconcilió el mito hamítico (los tutsis eran considerados por los europeos como una "raza hamítica" superior a las poblaciones "negroides" del África subsahariana por tener rasgos faciales más caucásicos; es decir, la idea de que los tutsis eran invasores extranjeros y, por tanto, no debían formar parte del país de mayoría hutu) y la retórica de la revolución hutu para promover una doctrina de pureza militante hutu. Estos mandamientos fueron esenciales para crear y difundir el sentimiento antitutsi entre los hutus ruandeses que condujo al genocidio de Ruanda.
En 1993, Ngeze se convirtió en accionista y corresponsal de la recién fundada Radio Télévision Libre des Mille Collines (RTLM), que era en gran medida un equivalente radiofónico de Kangura. Fue entrevistado unas ocho veces en la RTLM.

### Genocidio
Durante el genocidio ruandés, Ngeze facilitó a la RTLM los nombres de las personas que debían ser asesinadas en su prefectura, que se emitieron en antena.  Fue entrevistado por la RTLM y Radio Rwanda en varias ocasiones entre abril y junio de 1994, y en estas emisiones pidió el exterminio de los tutsis y hutus que se oponían al gobierno. Al mismo tiempo, Kangura publicó listas de personas que debían ser eliminadas por los militares y las milicias Interahamwe e Impuzamugambi durante el genocidio.

### Juicio y encarcelamiento
Ngeze huyó de Ruanda en junio de 1994, cuando el país cayó en manos del Frente Patriótico Ruandés. Fue detenido en Mombasa (Kenia), el 18 de julio de 1997 y condenado a cadena perpetua en 2003 por el Tribunal Penal Internacional para Ruanda. En 2007, la Sala de Apelaciones del TPIR anuló algunas de sus condenas, pero confirmó otras. También cambió su condena a cadena perpetua por una de 35 años de prisión. Se mantuvieron los cargos de "ayuda e incitación a la comisión de genocidio en la prefectura de Gisenyi; incitación directa y pública a cometer genocidio mediante la publicación de artículos en su periódico Kangura en 1994; ayuda e incitación al exterminio como crimen de lesa humanidad en la prefectura de Gisenyi".
El 3 de diciembre de 2008, fue enviado a Malí para cumplir su pena de prisión.